# 릴리안나 머미
릴리아나 무미(Liliana Mumy, 영어 발음: /lɪliˈɑːnə ˈmuːmi/, 1994년 4월 16일 ~ )는 미국의 배우이다.
샌마코스에서 태어났다.

## 영화

### 영화
- 산타클로스 2 (2002)
- 열두 명의 웬수들 (2003) - 제시카 베이커 역
- 열두 명의 웬수들 2 (2005) - 제시카 베이커 역
- 산타 클로스 3: 산타의 탈출 (2006) - 루시 밀러 역
- 스노우 버디 (2008, Snow Buddies)
- 스페이스 버디 (2009, Space Buddies)

### 애니메이션 영화
- 하울의 움직이는 성 (2004) - 매지 역 (영어 더빙)
- 뮬란 2 (2004)
- 이웃집 야마다군 (2005)
- 릴로와 스티치 2 (2005) - 머틀 역
- 신나는 동물농장 (2006)

### 텔레비전
- 마이 와이프 앤 키즈 (2002-04)

### TV 애니메이션
- 릴로 & 스티치 (2003-06)
- 히글리타운의 영웅들 (2004-08)